# École nationale des ponts et chaussées
École nationale des ponts et chaussées – założona w 1747 r. francuska uczelnia techniczna, zaliczana do grandes écoles. École nationale des ponts et chaussées znajduje się w szóstej dzielnicy Paryża, stolicy Francji. Uczelnię zorganizował francuski architekt i inżynier Jean Rodolphe Perronet.